# Станиславчик (Львовская область)
Станиславчик (укр. Станіславчик) — село в Бродовской городской общине Золочевского района Львовской области Украины.
Население по переписи 2001 года составляло 460 человек. Занимает площадь 1,672 км². Почтовый индекс — 80622. Телефонный код — 3266.

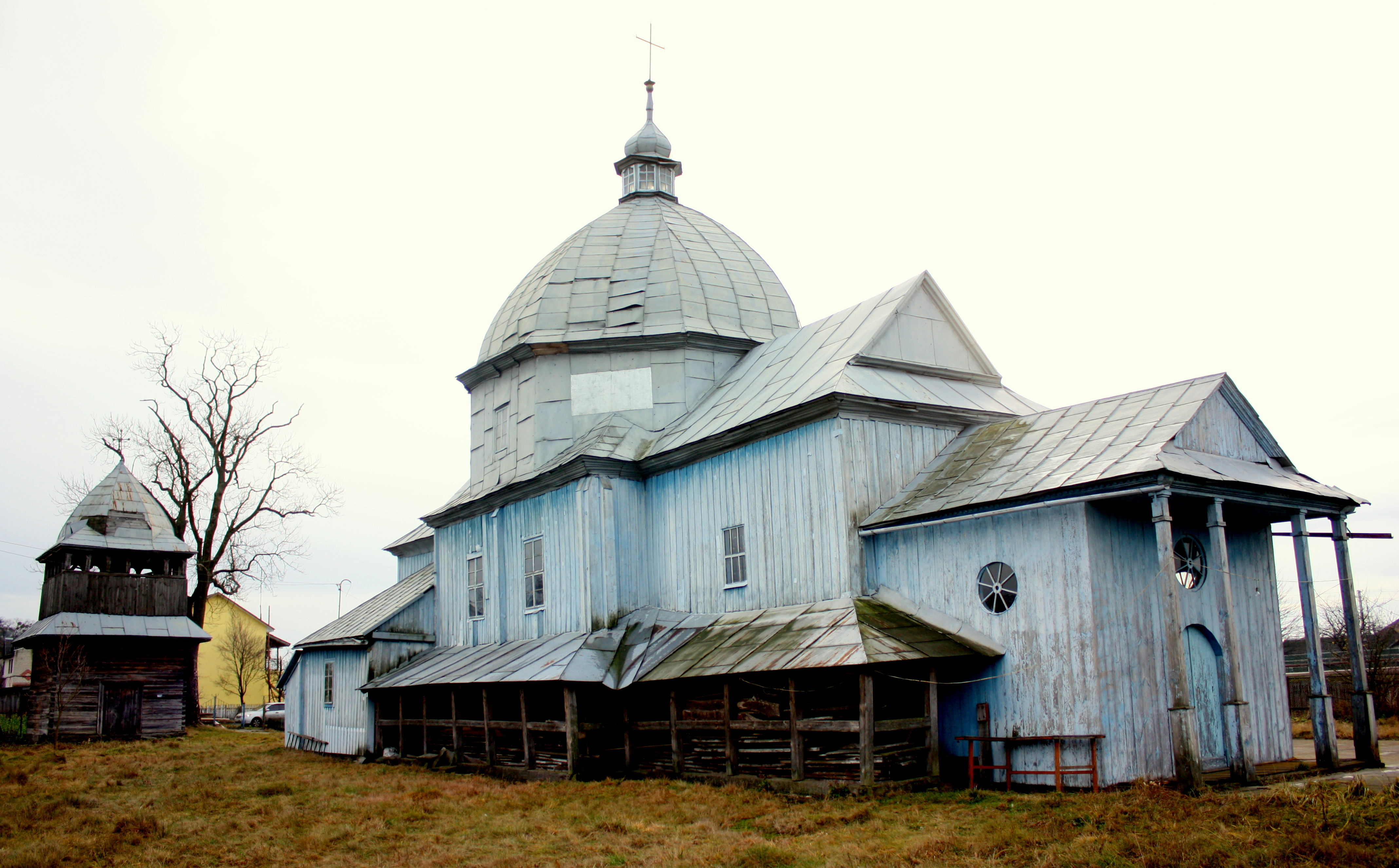
Николаевская церковь, 1856